# Fraile Pintado
Fraile Pintado är en ort i Argentina.   Den ligger i provinsen Jujuy, i den norra delen av landet, 1 300 km norr om huvudstaden Buenos Aires. Fraile Pintado ligger 463 meter över havet och antalet invånare är 13 682.
Terrängen runt Fraile Pintado är platt åt nordost, men åt sydväst är den kuperad. Terrängen runt Fraile Pintado sluttar österut. Närmaste större samhälle är Libertador General San Martín, 15,0 km norr om Fraile Pintado.
Omgivningarna runt Fraile Pintado är en mosaik av jordbruksmark och naturlig växtlighet. Runt Fraile Pintado är det ganska glesbefolkat, med 29 invånare per kvadratkilometer.